# Campagne-lès-Hesdin

Campagne-lès-Hesdin este o comună în departamentul Pas-de-Calais, Franța. În 1 ianuarie 2022 avea o populație de 1.944 de locuitori.